# 蘇巧慧
蘇巧慧（1976年4月5日—），中華民國政治人物、律師，民主進步黨籍，現任立法委員、民進黨新北市黨部主任委員。

## 早年
蘇巧慧出生於屏東縣，成長於新北市，為前行政院院長蘇貞昌之女。畢業於臺北市立第一女子高級中學、國立臺灣大學社會系轉法律系。2006年赴美国攻讀法律，獲得波士頓大學法律系及宾夕法尼亚大学法律系雙碩士學位，獲得賓州大學法律博士候選人，主修國際關係、公投法。
2002年律師高考及格，進入萬國法律事務所擔任訴訟律師；2004年擔任陳水扁競選總部律師後援會總聯絡人、陳水扁「當選無效之訴」驗票律師團律師；2005年擔任臺北縣政府偏鄉法律諮詢義務律師。

## 政治生涯
蘇巧慧為前行政院院長蘇貞昌之女，故從小就有豐富的公共參與及選戰經驗。2011年起，開始在超越基金會工作並擔任執行長，推動教育及文化工作。
2015年2月，宣布參選新北市第五選舉區立法委員，隔年當選第九屆立法委員，連任3屆。
2022年12月主動向監察院補更正財產申報，2023年3月監察院公布更正後資料，此次公開資料成為新聞，蘇巧慧說明並非故意漏報，而是後續檢查才發現，已依法更正先生的電影公司投資100萬元。
2024年，再次連任第十一屆立法委員，立委三連霸，轉往內政委員會。
2024年4月15日登記參選民進黨新北市黨部主委，有18位蘇系、新系和英系的現任、前任新北市議員及4位現任、前任的新北市立委陪同前往。外界原認為她將與前主委余天競爭，但余天不久後即退選。遂蘇巧慧以同額競選當選民進黨新北市黨部主委。

### 評價
蘇巧慧在第9至11屆立委期間多次獲得公民監督國會聯盟評選、口袋國會記者票選的優秀委員。

## 政策立場

### 外交
- 2017年9月，蘇巧慧提修憲刪自由地區，強調台灣是主權獨立國家。[20]
- 2017年12月，苏巧慧提案将大陸委員會变更为中国事务委员会。[21]

### 內政
- 2021年5月，蘇巧慧提案修改公投法，要求公投連署時應親自簽章，並貼附國民身分證影本，以便確認連署人身分[22][23]。

## 選舉紀錄
| 年度 | 選舉屆數             | 選舉區           | 所屬政黨   | 得票數  | 得票率 | 當選標記 | 備註 |
| ---- | -------------------- | ---------------- | ---------- | ------- | ------ | -------- | ---- |
| 2016 | 第九屆立法委員選舉   | 新北市第五選舉區 | 民主進步黨 | 92,237  | 56.11% |          |      |
| 2020 | 第十屆立法委員選舉   | 新北市第五選舉區 | 民主進步黨 | 106,368 | 57.10% |          |      |
| 2024 | 第十一屆立法委員選舉 | 新北市第五選舉區 | 民主進步黨 | 98,586  | 54.17% |          |      |

## 個人生活
2008年結婚，其夫為導演龍男·以撒克·凡亞思，育有兩女，次女早產近三個月。後來並經常關心與參與早產兒基金會的相關活動。

## 外部連結
- 蘇巧慧個人網站 （页面存档备份，存于）
- 超越基金會（页面存档备份，存于）
- 蘇巧慧的Facebook專頁粉絲團
- 蘇巧慧的Instagram帳戶
- YouTube上的蘇巧慧頻道
- 立法院-立法委員蘇巧慧 （页面存档备份，存于）

| 政黨職務      | 政黨職務                                 | 政黨職務 |
| ------------- | ---------------------------------------- | -------- |
| 民主進步黨    |                                          |          |
| 前任： 何博文 | 新北市黨部主任委員 第六屆 2024年6月7日－ | 現任     |